# Max Wertheimer

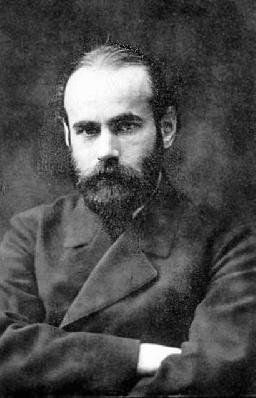
Max Wertheimer

Max Wertheimer (* 15. April 1880 in Prag, Österreich-Ungarn; † 12. Oktober 1943 in New Rochelle, New York) gilt als der Hauptbegründer der Gestaltpsychologie bzw. der Gestalttheorie (zusammen mit Wolfgang Köhler und Kurt Koffka).

## Leben
Max Wertheimer war ein Sohn des Lehrers Wilhelm Wertheimer (* 1. November 1853; † 5. September 1930) und seiner Ehefrau Rosa, geb. Zwicker (* 7. August 1850; † 23. Juni Oktober 1932). Wertheimer wurde 1905 bei Oswald Külpe in Würzburg über Tatbestandsdiagnostik promoviert. 1905 bis 1912 betrieb er private Universitätsstudien in Berlin, Würzburg, Frankfurt, Prag und Wien. 1910 bis 1914 erarbeitete Wertheimer die Grundlagen der Gestalttheorie und führte die entscheidenden Experimente zu den Gestaltgesetzen mit Wolfgang Köhler und Kurt Koffka in Frankfurt durch, wo er sich 1912 mit seinen Experimentellen Studien über das Sehen von Bewegung habilitierte. Das Erscheinen dieser Studie (siehe Phi-Phänomen) wird im Allgemeinen als Geburtsstunde der Gestalttheorie angesehen.
Nach einer Privatdozentur (1912–1916) an der Universität Frankfurt war Wertheimer von 1916 bis 1922 Privatdozent, anschließend (1922–1929) außerordentlicher Professor für Psychologie an der Universität Berlin. In dieser Zeit begann auch seine Freundschaft mit Albert Einstein. 1921 gründete Wertheimer zusammen mit Köhler, Koffka, Kurt Goldstein und dem Psychiater Hans Walter Gruhle die Zeitschrift Psychologische Forschung, die zum Hauptpublikationsorgan der Gestalttheorie werden sollte. 1929 bis 1933 war Wertheimer ordentlicher Professor für Psychologie an der Universität Frankfurt.
1933 wanderte Max Wertheimer angesichts des aufstrebenden Nationalsozialismus über die Tschechoslowakei in die USA aus, wo er von 1933 bis 1943 an der New School for Social Research in New York lehrte. Seine dortigen Seminare beeinflussten zahlreiche amerikanische Wissenschaftler und trugen entscheidend zur Verbreitung gestalttheoretischen Denkens in den USA bei.
Max Wertheimer publizierte nicht sehr viel unter seinem eigenen Namen, prägte aber viele von ihm inspirierte und angeleitete Arbeiten entscheidend. Dazu gehören etwa die Arbeiten von Rudolf Arnheim über die Personwahrnehmung, die von Heinrich Schulte über eine Theorie der Paranoia und auch die von Lauretta Bender (1897–1987) zu dem von ihr entwickelten Bender-Motor-Gestalt-Test. Zu den bedeutenden Schülern und Mitarbeitern von Max Wertheimer in den USA zählten unter anderen Abraham S. Luchins (Psychiater, Pionier der Gruppentherapie) und sein früherer Assistent Erwin Levy (Psychologe, Psychoanalytiker und Psychiater).
Max Wertheimer war mit Anna, geborene Caro (geboren am 16. Juni 1901 in Landsberg an der Warthe), verheiratet. Bis zur Flucht wohnte das Ehepaar in der Mainzer Landstraße 187/189 in Frankfurt am Main.

## Schriften
- Experimentelle Untersuchungen zur Tatbestandsdiagnostik. In: Archiv für die gesamte Psychologie. Band 6, 1905, S. 59–131.
- Musik der Wedda. In: Sammelbände der internationalen Musikgesellschaft. Band 11, Leipzig 1910, S. 300–309.
- Über das Denken der Naturvölker. I. Zahlen und Gebilde. In: Zeitschrift für Psychologie. Band 60, 1912, S. 321–378. Englische Übersetzung in D. N. Robinson (Hrsg.): Significant Contributions to the History of Psychology. Series A. Orientations. Band II, University Publications of America, Washington D. C. 1977.
- Experimentelle Studien über das Sehen von Bewegung. (PDF; 9,0 MB). In: Zeitschrift für Psychologie. Band 61, 1912, S. 161–265. Englische Übersetzung in T. Shipley (Hrsg.): Classics in Psychology. Philosophical Library, New York 1961; neue vollständige Übersetzung in On Perceived Motion and Figural Organization. Herausgegeben von Lothar Spillmann und Michael Wertheimer. 2012.
- Über Schlussprozesse im produktiven Denken. Weltkreisverlag, Berlin 1920. Gekürzte englische Fassung in W. D. Ellis (Hrsg.): A Source Book of Gestalt Psychology. Kegan Paul, Trench, Trubner, London, S. 274–282.
- Untersuchungen zur Lehre von der Gestalt. I. Prinzipielle Bemerkungen. In: Psychologische Forschung. Band 1, 1922, S. 47–58. Gekürzte englische Fassung in W. D. Ellis (Hrsg.): A Source Book of Gestalt Psychology. Kegan Paul, Trench, Trubner, London S. 71–88 (Reprint 2017 in der Zeitschrift Gestalt Theory).
- Bemerkungen zu Hillebrandts Theorie der stroboskopischen Bewegungen. In: Psychologische Forschung. Band 3, 1923, S. 106–123.
- Untersuchungen zur Lehre von der Gestalt. II. In: Psychologische Forschung. Band 4, 1923, S. 301–350. Englische Übersetzung 2012 in: On Perceived Motion and Figural Organization. Herausgegeben von Lothar Spillmann und Michael Wertheimer.
- Drei Abhandlungen zur Gestalttheorie. Verlag der Philosophischen Akademie, Erlangen 1925. Unveränderter reprografischer Nachdruck: Darmstadt 1967 (Digitalisat).
- Über Gestalttheorie. In: Symposion. Band 1, 1927, S. 39–60.
- Gestaltpsychologische Forschung. In: E. Saupe (Hrsg.): Einführung in die neuere Psychologie. Osterwieck am Harz 1928.
- Zu dem Problem der Unterscheidung von Einzelinhalt und Teil. In: Zeitschrift für Psychologie. Band 129, 1933, S. 353–357.
- On Truth. In: Social Research. Band 1, 1934, S. 135–146. Nachdruck in Mary Henle (Hrsg.): Documents of Gestalt Psychology. 1961.
- Some problems in the theory of ethics. In: Social Research. Band 2, 1935, S. 353–367. Nachdruck in M. Henle (Hrsg.): Documents of Gestalt Psychology. 1961.
- Discussion [of: Lauretta Bender, Gestalt Function In Visual Motor Patterns In Organic Disease Of The Brain]. In: Archives of Neurology and Psychiatry. Band 33, 1935, S. 328–329.
- A story of three days. In: R. N. Anshen (Hrsg.): Freedom. Its Meaning. Harcourt, Brace, New York 1940. Nachdruck in M. Henle (Hrsg.): Documents of Gestalt Psychology. 1961.
  - Eine Geschichte dreier Tage. Deutsche Übersetzung von A story of three days von Hans-Jürgen Walter. In: Gestalt Theory. Band 11, 1989, S. 68–78.
- Gestalt theory. In: Social Research. Band 11, 1944, S. 78–99.
- Productive Thinking. Harper, New York 1945.
  - Produktives Denken. Deutsche Übersetzung von Productive Thinking durch Wolfgang Metzger. Kramer, Frankfurt 1957. ND 2019, hg. v. Viktor Sarris, ISBN 978-3-662-59820-7.
- On discrimination experiments. Herausgegeben von Lise Wertheimer. Psychological Review. Band 66, 1959, S. 252–266.
- Zur Gestaltpsychologie menschlicher Werte. Hans-Jürgen Walter, Hrsg., mit einer Einleitung von Albert Einstein (Deutsche Übersetzungen von A story of three days, Some problems in the theory of ethics, On Truth.) Westdeutscher Verlag, Opladen 1991.
- On Perceived Motion and Figural Organization. Herausgegeben von Lothar Spillmann und Michael Wertheimer. MIT-Press 2012, ISBN 978-0-262-01746-6. Enthält die englischen Übersetzungen von Wertheimers Arbeiten zum Sehen von Bewegung 1912 und der Untersuchungen zur Lehre von der Gestalt 1923.

## Auszeichnungen
Im Jahr 1988 wurde Wertheimer posthum mit der Wilhelm-Wundt-Medaille der Deutschen Gesellschaft für Psychologie ausgezeichnet.
Im Jahr 1996 richteten die Universität Haifa und das Technion (ebenfalls mit Sitz in Haifa) das nach ihm benannte multidisziplinäre Max Wertheimer Minerva Center for Cognitive Processes and Human Performance ein, das in Kooperation von Forschern der beiden israelischen Einrichtungen mit deutschen Kollegen der Minerva Foundation und der Max Planck Gesellschaft Projekte auf dem Gebiet menschlicher Wahrnehmung und Leistung fördert.